# Герб Ржевского района
Герб муниципального образования «Рже́вский район» Тверской области Российской Федерации.
Герб утверждён Решением № 126 Собрания депутатов Ржевского района Тверской области 8 октября 2003 года.
Герб внесён в Государственный геральдический регистр Российской Федерации под регистрационным номером 1397.

## Описание герба
«В червлёном (красном) поле с зелёной каймой в виде щита, восстающий золотой лев с лазоревым оком, языком и таковыми же когтями».

## Описание символики и история герба
Герб Ржевского района имеет в основе герб города Ржева (1996 года), дополненный зелёной каймой, символизирующей природу и сельскохозяйственные угодья, окружающие районный центр (географически Ржевский район окружает город Ржев).
С 1996 по 2003 год Ржевский район в качестве официального символа использовал герб города Ржева.
8 октября 2003 года был утверждён собственный герб Ржевского района, который имел следующее описание: «В червлёном поле с зелёной каймой вдоль нижнего и боковых краёв щита поверх всего восстающий золотой лев с лазоревыми глазами, языком и когтями».
26 мая 2005 года было принято решение Собрания депутатов Ржевского района "Об утверждении геральдических знаков Ржевского района и Положения «О гербе и флаге Ржевского района» и было решено утвердить прошедшие геральдическую экспертизу герб и флаг района и Положение о них.
В Положении о гербе Ржевского района геральдическое описание герба было изменено: «В червлёном (красном) поле с зелёной каймой в виде щита, восстающий золотой лев с лазоревым оком, языком и таковыми же когтями».
Герб района разработан при содействии Союза геральдистов России.
Авторы герба: Лавренов Владимир Ильич, Мочёнов Константин Фёдорович
- Гербы муниципальных образований Ржевского района
- Есинка
- Итомля
- Медведево
- Победа
- Успенское
- Чертолино
- Хорошево
- Шолохово